# Dündarlı, Niğde
Dündarlı là một xã thuộc huyện Niğde, tỉnh Niğde, Thổ Nhĩ Kỳ. Dân số thời điểm năm 2011 là 3625 người.